# Gunnar Hansen (calciatore)
Gunnar Arthur Hansen (15 dicembre 1923 – 24 settembre 2005) è stato un calciatore norvegese, di ruolo centrocampista.

## Carriera

### Club
Hansen vestì la maglia del Sarpsborg. Vinse tre edizioni della Norgesmesterskapet: 1948, 1949 e 1951.

### Nazionale
Disputò 7 partite per la Norvegia. Esordì il 24 luglio 1947, in occasione della vittoria per 2-1 sulla Danimarca.

## Palmarès

### Club

#### Competizioni nazionali
- Coppa di Norvegia: 3

Sarpsborg: 1948, 1949, 1951